# 宇喜多秀美
宇喜多 秀美（うきた ひでみ）は、江戸時代中期から後期の人物。浮田半六家の当主浮田継了の次男。

## 生涯
八丈島の宇喜多7家の1つ、浮田半六家の当主継了の次男として生まれる。
父・継了の死後、宇喜多本家（孫九郎家）の家督を継いだ兄・秀道にかわり、浮田半六家を継ぐ。
後に、兄・秀道から本家の家督を譲られ、宇喜多孫九郎を名乗る。
天保11年（1840年）11月6日死去。